# Расписной единорог
Расписной единорог, или тропическая осбекия (лат. Aluterus scriptus) — вид морских лучепёрых рыб семейства единороговых отряда иглобрюхообразных.

## Описание
Максимальная длина тела 110 см, обычно до 55 см. Масса тела — до 2,5 кг. Удлинённое рыло с заметной вогнутостью. Хвостовой плавник закруглён. Окраска тела от оливково-коричневого до серого или ржавого с синими линиями и пятнами.

## Распространение
Тропическая осбекия распространена в тропиках и субтропиках большинства морей и океанов. Животные живут поодиночке или парами, чаще в лагунах или на внешнем склоне коралловых рифов на глубине от 3 до 120 м. Изредка встречается в открытом море под двигающимися предметами или морскими водорослями.

## Питание
Рыбы питаются водорослями, взморником и такими беспозвоночными, как гидроидные, горгонарии, актинии и оболочники.

## Фото

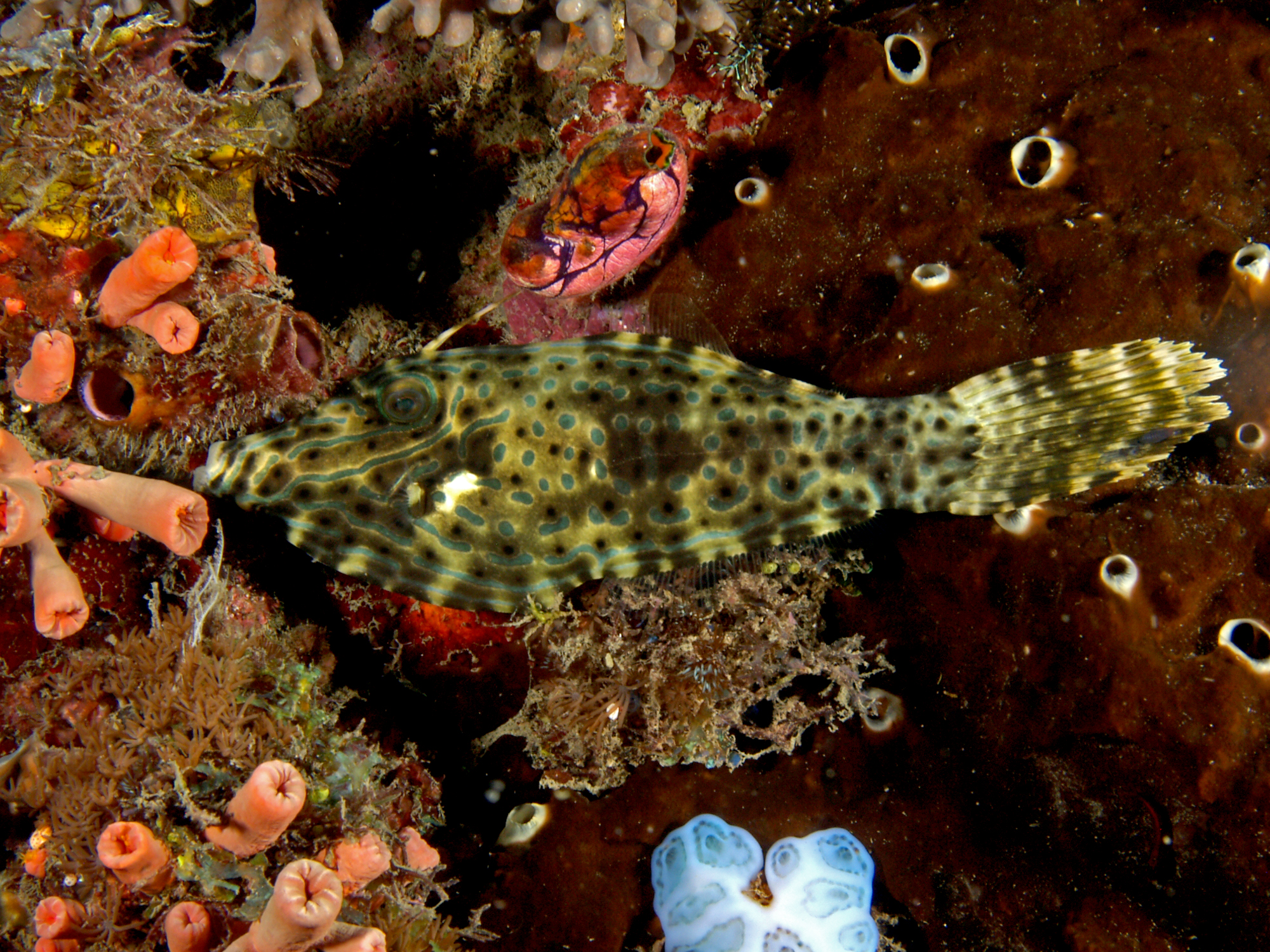
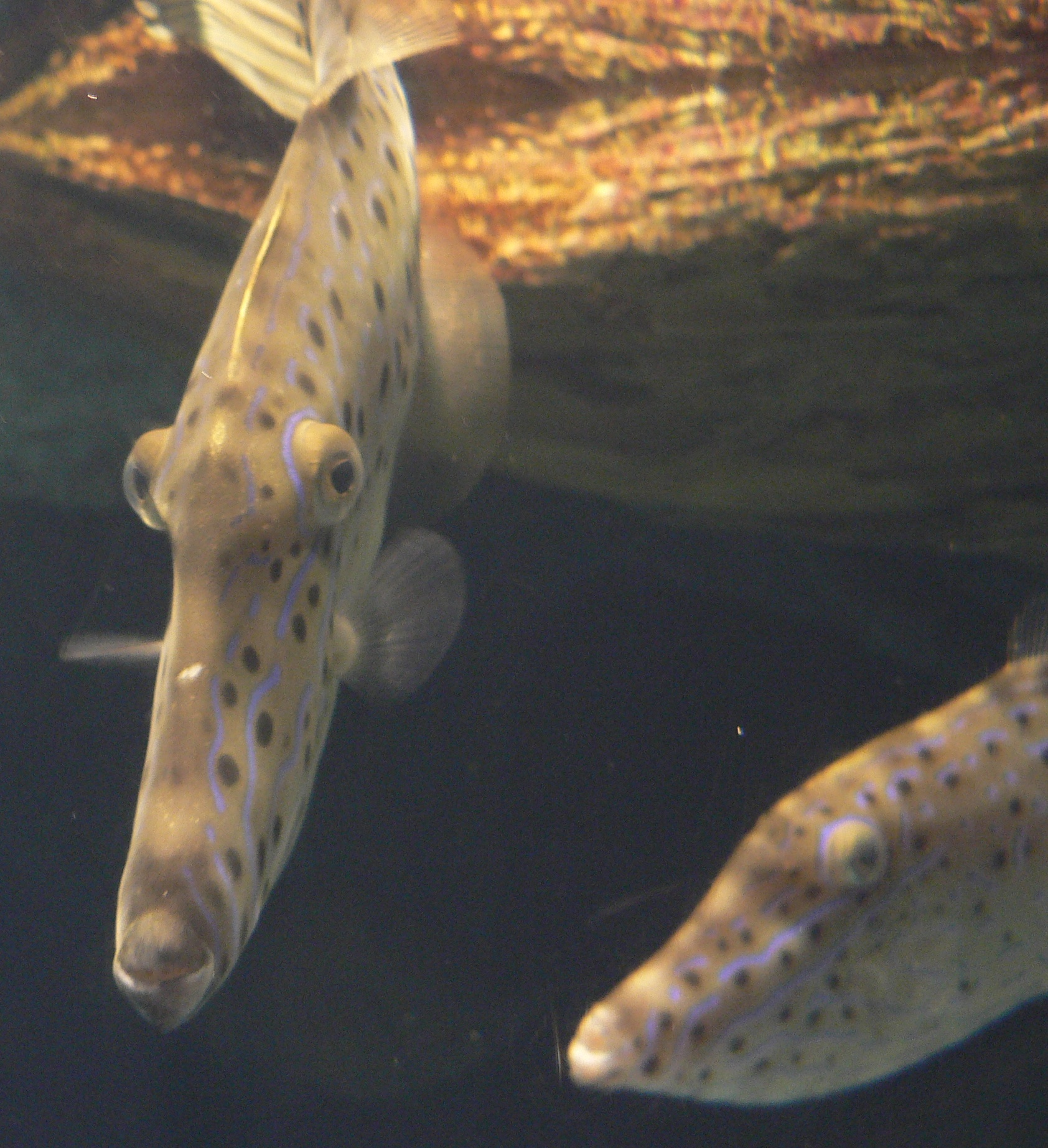
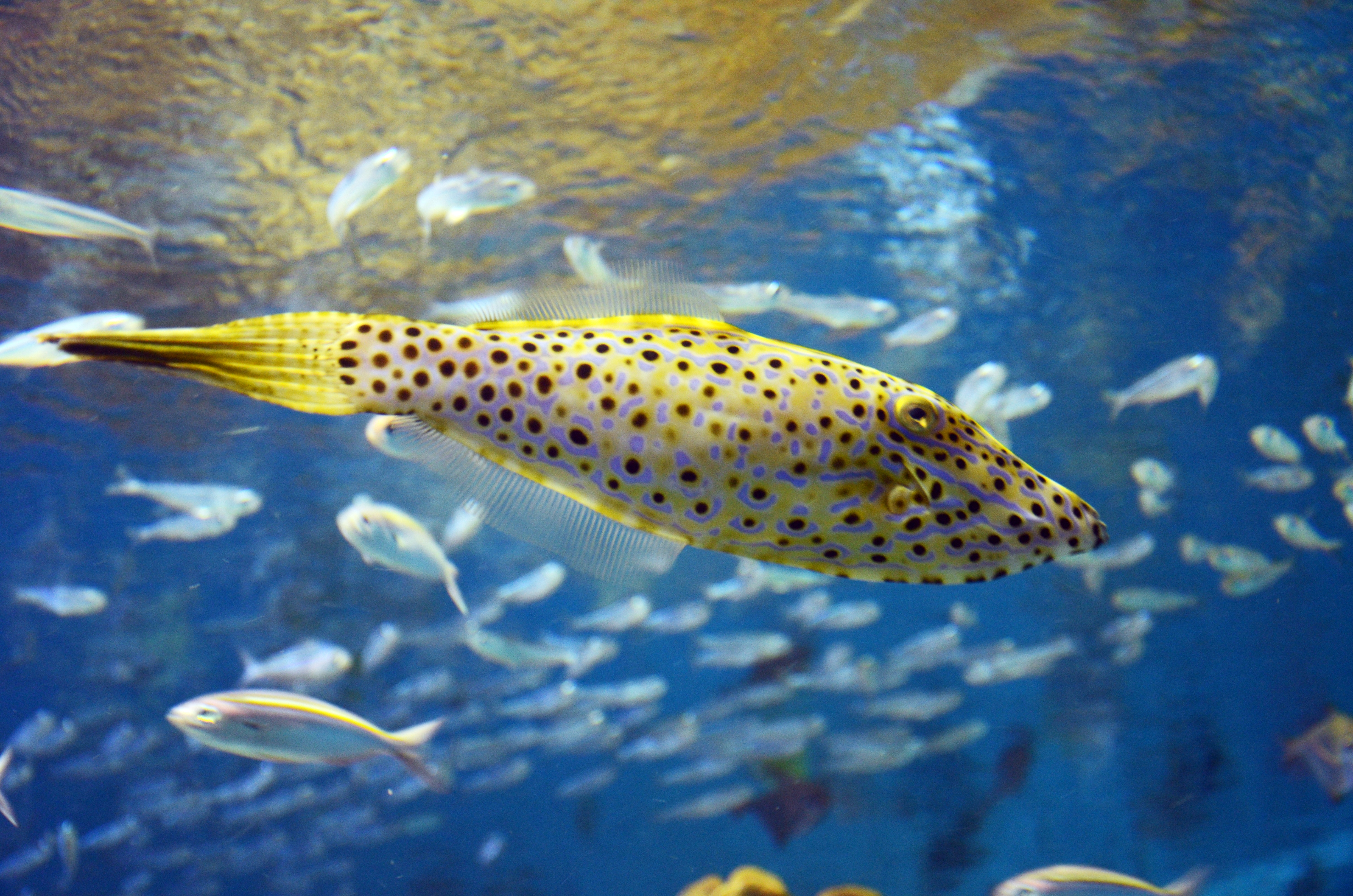
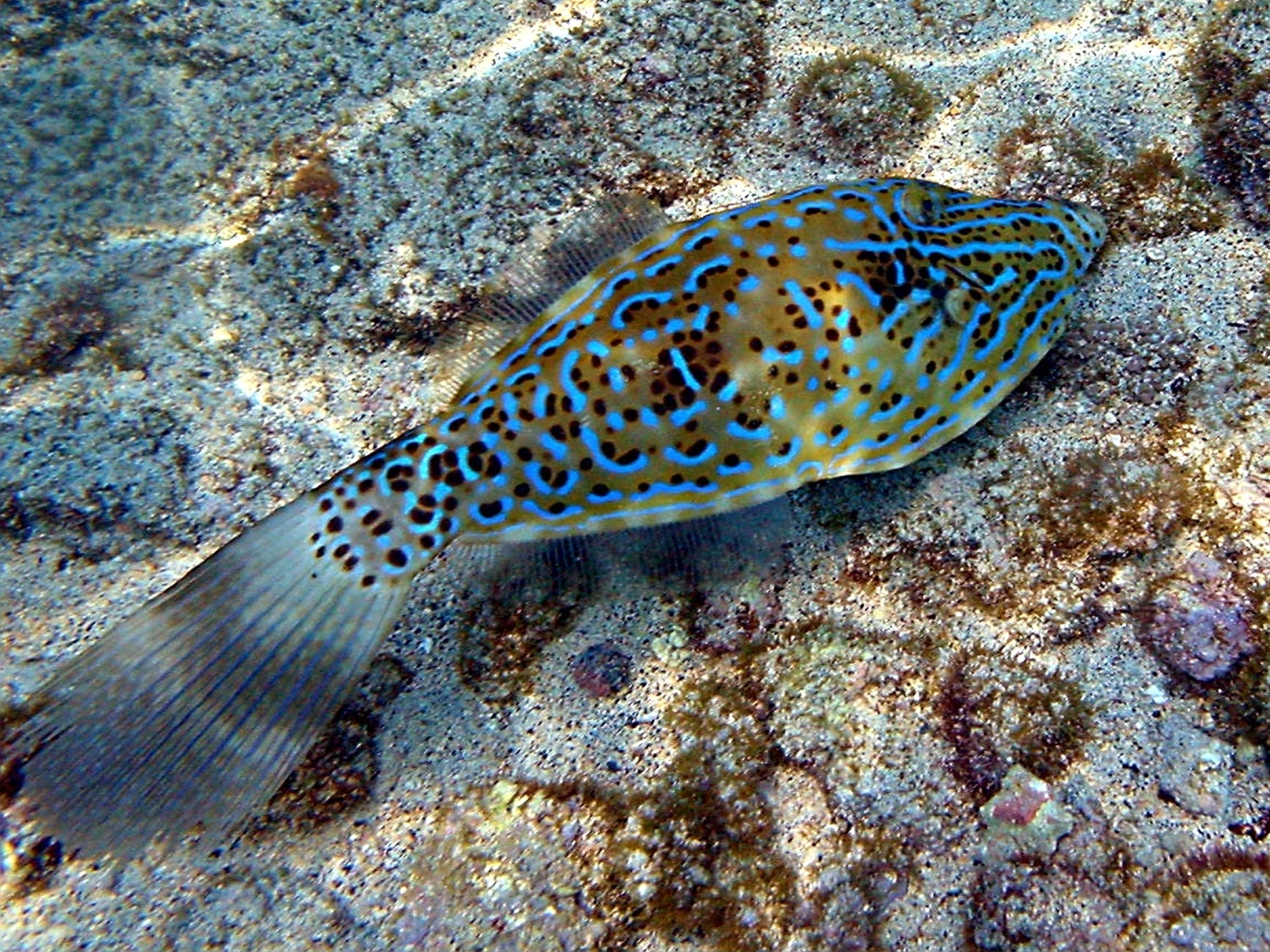